# جک آزبورن
جک آزبورن (انگلیسی: Jack Osbourne؛ زادهٔ ۸ نوامبر ۱۹۸۵) هنرپیشه اهل بریتانیا است. وی از سال ۲۰۰۱ میلادی تاکنون مشغول فعالیت بوده‌است.